# Locomotiva nº 1 (Cia. Ituana de Estradas de Ferro)
A Locomotiva CIEF nº 1 Regina foi uma das primeiras locomotiva da Companhia Ituana de Estradas de Ferro. Entregues entre 1873 e 1874 em um lote de quatro (uma das quais financiada pelo Imperador Pedro II do Brasil), as locomotivas 4-4-0 substituíram as cinco locomotivas britânicas de seis rodas que haviam sido adquiridas em 1872 e que haviam tido desempenho insatisfatório. Posteriormente, com a aposentadoria precoce de quatro das cinco primeiras locomotivas da Ituana do serviço ativo em 1878, foi renumerada simbolicamente como número 1 e recebeu o nome de "D.Pedro II".
Em 1892 ocorreu a fusão entre a Companhia Ituana de Estradas de Ferro e a Estrada de Ferro Sorocabana. Depois, em 1904 a Ituana foi incorporada pela Sorocabana e a Regina foi renumerada como nº 10. Hoje ela encontra-se preservada na Estação Ferroviária de Indaiatuba.
Aposentada em Santos em 1933, a locomotiva "D.Pedro II" foi instalada como monumento nas Oficinas de Locomotivas de Sorocaba onde permaneceu até 2001, quando foi levada para Votorantim para ser restaurada e foi renomeada "Regina". A locomotiva, porém acabou envolvida em uma controversa transferência para Indaiatuba onde permanece desde então abandonada no Museu Ferroviário de Indaiatuba. Desde então o Ministério Público de Sorocaba move uma ação pedindo a restituição da locomotiva a Sorocaba.